# Nostalgias del tiempo lindo
Nostalgias del tiempo lindo era una telenovela argentina producida y dirigida para Canal 9 Libertad en 1966. Fue protagonizada por María Aurelia Bisutti y Carlos Cores. Además con las participaciones de los actores Oscar Ferrigno, Nelly Panizza y Susy Kent.

## Argumento
A principios del siglo XX y en Buenos Aires, un hombre decide dejar de lado su linaje aristocrático para vivir de manera aventurera, involucrándose con guapos, duelos, noches de milonga porteña, entreveros con mujeres y enfrentamientos entre cuchilleros. Allí conocera el amor.

## Elenco
- María Aurelia Bisutti - Mónica Espíndola
- Carlos Cores - Tomás Navarro
- Oscar Ferrigno - Santos Brizuela
- Nelly Panizza
- Ignacio Quirós
- Marta Bianchi
- Romualdo Quiroga
- Susy Kent
- Rolando Dumas
- Jorge Larrea
- Corrado Corradi
- Marcela López Rey
- Oscar Orlegui
- Rafael Chumbita
- Rodolfo Bebán
- Estela Molly
- Fernando Siro
- Elsa Daniel
- Eva Ziegler
- Élida Marletta

## Equipo de producción
- Historia: Abel Santa Cruz
- Adaptación y Libreto: Abel Santa Cruz
- Dirección General: Carlos Berterreix
- Dirección de cámaras: Martha Reguera
- Dirección de escena: Fernando Heredia